# Bogdan Balcer
Bogdan Henryk Balcer (ur. 16 grudnia 1936 w Warszawie, zm. 30 grudnia 2018 w Kamieńczyku) – polski historyk, prof. dr hab.

## Życiorys
Syn Leona i Heleny. W 1953 ukończył X Szkołę Ogólnokształcącą TPD w Warszawie. W 1975 uzyskał doktorat za pracę pt. Krzemień świeciechowski w kulturze pucharów lejkowatych. Eksploatacja, obróbka i rozprzestrzenienie, a w 1983 uzyskał stopień doktora habilitowanego na podstawie rozprawy zatytułowanej Wytwórczość narzędzi krzemiennych w neolicie ziem Polski. 30 czerwca 2003 otrzymał nominację profesorską.
Pracował w Instytucie Archeologii i Etnologii Polskiej Akademii Nauk. Był recenzentem dwóch prac doktorskich i kierownikiem trzech prac badawczych.
Zmarł 30 grudnia 2018 roku, został pochowany na warszawskim cmentarzu w Ursusie.

## Publikacje
- 2006: Kamieniarstwo w kulturze pucharów lejkowatych w świetle badań materiałów z osady na stanowisku Gawroniec w Ćmielowie pow. Ostrowiec Świętokrzyski[3]